# Trox lama
Trox lama är en skalbaggsart som beskrevs av Riccardo Pittino 1985. Trox lama ingår i släktet Trox och familjen knotbaggar. Inga underarter finns listade i Catalogue of Life.